# Giovanni Consino
Giovanni Consino, o Giovanni di Compsa, o ancora Giovanni di Conza (Compsa, seconda metà del VI secolo – Napoli, 617), è stato un militare bizantino fu un duca di Napoli che, dal 616 al 617 guidò la rivolta per la proclamazione dell'indipendenza dall'impero bizantino.

## Biografia
Il luogo di nascita di Giovanni non è conosciuto con assoluta certezza: i pareri degli studiosi si dividono fra Compsa (presso l'attuale Conza della Campania), all'epoca occupata dai Longobardi, e Costantinopoli, capitale dell'Impero Romano d'Oriente, alla fine del VI secolo. Alla morte di Gondoino, duca bizantino di Napoli, l'imperatore d'Oriente Foca (602-610) nominò Giovanni quale suo successore.

Nel 615 a Ravenna l'esarca Giovanni I Lemigio fu vittima di una rivolta militare. I domini bizantini in Italia caddero nell'anarchia. Giovanni approfittò della situazione per ribellarsi a sua volta al nuovo imperatore Eraclio I, affliggendo il meridione bizantino con una serie di saccheggi. Tuttavia Eraclio nominò un nuovo esarca nella persona dell'eunuco Eleuterio, che domò rapidamente la rivolta dei Ravennati e poi si diresse verso Napoli, sostando brevemente a Roma, nel vecchio palazzo di Domiziano.

Informato della rapida marcia di Eleuterio su Napoli, Giovanni decise di intercettarne la marcia lungo la via Appia ma, venuto a battaglia, ebbe la peggio e cercò rifugio dietro le mura di Napoli. Eleuterio mise sotto assedio la città, riuscendo alla fine ad espugnarla e a impadronirsi del ribelle. Per punirne la rivolta, l'esarca fece pubblicamente decapitare Giovanni, nominando un nuovo duca al suo posto, Teodoro I, e tornandosene a Ravenna con l'esercito (617). Lo scompiglio causato a Napoli dalla sua rivolta e dalla sua morte, contribuì a suscitare nell'animo della popolazione un desiderio di autonomia e di indipendenza dalle ingerenze dell'Impero Romano d'Oriente.